# Смисълът на живота според Монти Пайтън
„Смисълът на живота според Монти Пайтън“ (на английски: Monty Python's The Meaning of Life) е британски филм, музикална комедия, от 1983 година на режисьора Тери Джоунс.
Сценарият е на членовете на комедийната група Монти Пайтън - Греъм Чапман, Джон Клийз, Тери Гилиъм, Ерик Айдъл, Тери Джоунс и Майкъл Пейлин, които изпълняват и главните роли. Филмът е поредица от скечове, които не са пряко свързани, но отразяват последователните етапи от човешкия живот.
„Смисълът на живота според Монти Пайтън“ е номиниран за награда на БАФТА за най-добра оригинална песен, както и за „Златна палма“ на Кинофестивала в Кан, където печели голямата награда на журито.